# یورک (داکوتای شمالی)
یورک(به انگلیسی: York) شهری در ایالت داکوتای شمالی کشور ایالات متحده آمریکا است که جمعیت آن در سرشماری سال ۲۰۱۰ میلادی، ۲۳ نفر بوده‌است.